# Franklin Pierce
Franklin Pierce, född 23 november 1804, död 8 oktober 1869, var en amerikansk politiker (demokrat) och jurist. Han var USA:s president 1853–1857. Han var gift med Jane Means Appleton Pierce från 1834 fram till hennes död 1863.

## Biografi
Pierce var son till Benjamin Pierce, som var New Hampshires guvernör i två omgångar. Han blev advokat i New Hampshire 1827, deltog i det politiska livet på demokraternas sida, var 1833–1837 medlem av USA:s representanthus och 1837–1842 av USA:s senat. När det mexikanska kriget utbröt 1846, tog Pierce värvning och steg snabbt i graderna till brigadgeneral och deltog i flera avgörande slag. År 1848 tog han avsked från armén.
Han nominerades av demokraterna som kompromisskandidat vid presidentvalet mot whigpartiets Winfield Scott och vann en tydlig seger. Kort efter invigningen avled hans son i en tågolycka vid vilken Franklin och Jane Pierce var närvarande, vilket anses ha orsakat livslånga psykiska men. Pierce var en förespråkare för expansionspolitik och inledde förhandlingar för att förvärva Hawaii, men försöket misslyckades då ögruppens kung avled. Han försökte även förhandla med Ryssland om Alaska, men utan framgång. Pierce slöt ett fördrag med Japan 1854, vilket öppnade landet för amerikanska affärsintressen. I sin regering insatte Pierce Jefferson Davis, som fick ett stort inflytande och förmådde honom att fatta flera för södern fördelaktiga beslut.
Inrikespolitiskt kom hans impopulära agerande att tända en stubin som så småningom ledde fram till det nordamerikanska inbördeskriget. Till detta kom hans redan då välkända alkoholism, som efter sonens död antog orimliga proportioner. Inför presidentvalet 1856 misslyckades han med att nomineras som demokraternas presidentkandidat; partiet nominerade i stället James Buchanan, som vann valet. Franklin Pierce förblir än idag den enda sittande president som sökt en andra period, men förlorat sitt partis nominering (Gerald Ford var dock mycket nära att förlora den republikanska nomineringen 1976 och det finns flera presidenter som avstått från att kandidera då de inte har fått stöd av partiet för en andra period). Pierce drog sig tillbaka från politiken vid sin avgång 1857 och tillbringade resten av sitt liv utanför offentlighetens ljus.
Han var avlägset släkt med Barbara Bush, USA:s första dam 1989–1993.

## Utnämning till Högsta Domstolen
- John A. Campbell, 1853